# 하슬
하슬(본명: 조하슬, 1997년 8월 18일~)은 대한민국의 가수로, 걸 그룹 이달의 소녀의 멤버이다.

## 경력
전라남도 순천시에서 태어났으며, 이름인 '하슬'은 "하늘에서 내려온 슬기로운 아이"를 줄인 이름이다. 보성군의 벌교읍, 부천시에서 성장했다. 상일초등학교, 상일중학교와 상원고등학교를 졸업하며 학업을 마쳤다. 상일중 졸업 후 미국 콜로라도주 덴버로 건너가 1년 간 유학을 했으며, 귀국 후 고등학교에 진학했다. 2016년 12월 8일 이달의 소녀 3번째 멤버로 공개되었으며, 12월 15일 이달의 소녀의 이름으로 솔로 음반 《Haseul》(하슬)이 발매되었다.
2017년 5월 희진, 현진, 비비와 함께 이달의 소녀의 유닛인 이달의 소녀 3/1로 활동을 시작했다. 같은 해 9월 희진, 현진과 함께 JTBC의 아이돌 서바이벌 프로그램 믹스나인에 출연하였으며, 셋 중 가장 먼저 탈락했다.
2018년 8월 20일 미니 1집 《[+ +]》(플러스 플러스)를 발매하며 이달의 소녀 완전체로 공식적으로 활동을 시작했으며, 2020년 1월 8일 심리적인 불안 증세로 활동을 중지했다. 이로 인해 2집과 3집 활동에는 불참했으며, 2021년 6월 2일에 《[&]》(앤드) 활동을 통해 복귀하였다.

## 학력
- 상일초등학교 (졸업)
- 상일중학교 (졸업)
- 상원고등학교 (졸업)

## 음반

### 싱글
- 2023년 10월 26일 《Plastic Candy》